# Thérèse de Moëlien
Thérèse de Moëlien de Trojolif (14 de julio de 1759-18 de junio de 1793) fue una monárquica activa durante la Revolución francesa.

## Biografía
Nacida en Fougères, Thérèse fue agente de su primo, Armand Tuffin, marqués de La Rouërie, y miembro de la Asociación Bretona, una organización contrarrevolucionaria la cual financiaba, buscando además el ingreso de nuevos miembros. Arrestada por los revolucionarios tras la muerte del marqués, pudo destruir varios documentos comprometedores, lo que salvó la vida de muchos conspiradores. Trasladada a París para ser juzgada junto a otros veintiséis colaboradores, fue condenada a muerte el 18 de junio de 1793, siendo ejecutada en la guillotina ese mismo día.
- Datos: Q2782686